# Нонні (озеро)
Но́нні (ест. Nonni järv, Teeri järv) — природне озеро в Естонії, у волості Ляене-Сааре повіту Сааремаа.

## Розташування
Нонні належить до Західно-острівного суббасейну Західноестонського басейну.
Озеро лежить між селами Карала та Метсапере.
Водойма пов'язана з зоною цільової охорони місць постійного зростання видів орхідних, до яких належать плодоріжка салепова, булатка довголиста та зозулинець чоловічий.

## Опис
Загальна площа озера становить 14,5 га. Довжина — 500 м, ширина — 100 м. Найбільша глибина — 1 м, середня глибина — 0,5 м. Довжина берегової лінії — 1 572 м. Площа водозбору — 4,2 км².